# 莫里茨 (安哈特-德紹)

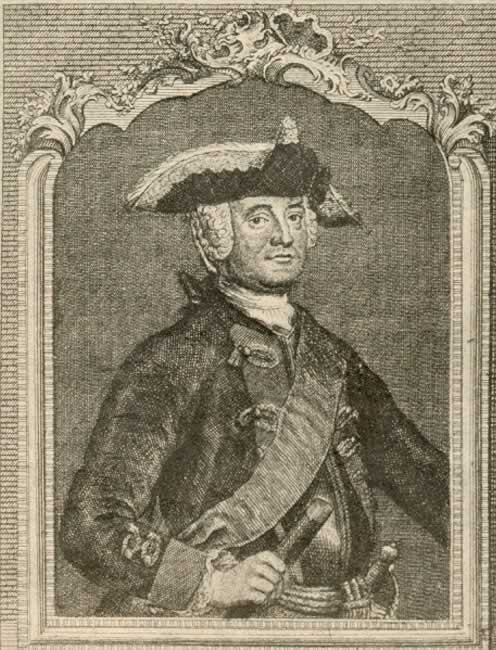
莫里茨 (安哈特-德紹)

安哈特-德紹的莫里茨（德語：Moritz von Anhalt-Dessau，1712年10月30日—1760年4月11日），普鲁士元帥，安哈尔特-德绍亲王利奥波德一世之子，是普鲁士国王腓特烈二世手下最有军事才能的将领之一。這位莫里茨不僅是一員勇將，而且作風強硬，粗魯無文，據說當年德紹老頭想要嘗試各種教育方法，對這個幼子，採取了故意不加任何教育的實驗，有傳說講莫里茨親王根本是文盲。
他於1725年加入普鲁士軍隊，於波蘭王位繼承戰爭（1734年—1735年） 中第一次親身上陣，後受腓特烈提拔。七年戰爭中，莫里茨曾在布拉格戰役，在科林戰役中擔任左翼，又在洛伊滕會戰中率步兵突擊奧軍。在霍克齊戰役中，奧軍偷襲普軍營地，普軍措手不及。莫里茨親王身受重傷，被抬下戰場。莫里茨重傷再也沒有康復，他在戰後被護送回柏林的途中，遇到奧軍攔截被俘，不久被腓特烈贖回。莫里茨沒有死於傷勢，但是後來發現嘴唇上有惡性腫瘤，在七年戰爭結束前（1760年）病死。